# 592
592 (DXCII) je bilo prestopno leto, ki se je po julijanskem koledarju začelo na torek.

## Dogodki
- Konec glavnega slovenskega naselitvenega sunka v Vzhodne Alpe z vzhoda.
- Obri in Langobardi sklenejo mir.

## Smrti
- 28. januar - Guntram, merovinški kralj Burgundije (* okoli 532)